# Ymodem
Ymodem est un protocole de transfert de fichiers utilisé entre modems du réseau téléphonique commuté. Il a été développé en 1985 par Chuck Forsberg (en) comme successeur de Xmodem et remplacé à son tour  par Zmodem en [Quand ?]. Xmodem utilisait des paquets de 128 octets, Ymodem peut aussi en utiliser de 1 kilooctet. Considérant que Ymodem est un protocole batch (autorisant le transfert de plusieurs fichiers dans une même cession), Ymodem-G est une version sans arrêts[Quoi ?].